# 大衛·巴蒂斯蒂
大衛·巴蒂斯蒂（英語：David Battisti，1956年—）是華盛頓大學大氣科學教授，也是美國地球物理聯盟會士。他的研究興趣包括了解海洋、陸地、大氣和海冰之間的互動如何導致從季節到十年時間尺度的氣候變異，以及古氣候。他也對氣候變異（包括聖嬰現象）如何影響糧食生產感興趣。
他於1988年在華盛頓大學大氣科學系獲得博士學位。他在大氣科學和海洋學的同行評審期刊上發表了100多篇論文。
他還協助組織了一系列年度氣候動力學課程。
巴蒂斯蒂於2021年贏得美國氣象學會頒發的卡爾-古斯塔夫·羅斯貝獎章，以表彰他「對於了解從聖嬰-南方振盪現象、太平洋十年振盪到古氣候等現象的氣候變異性所做的貢獻」。

## 外部連結
- Personal website （页面存档备份，存于）
- （页面存档备份，存于）